# Ticvaniu Mare
Ticvaniu Mare (en hongrois : Nagytikvány) est une commune roumaine située dans le județ de Caraș-Severin.